# Krasny Osselok
Krasny Osselok (Красный Оселок) est un village de Russie situé dans l'okroug municipal de Lyskovo de l'oblast de Nijni Novgorod. C'est le siège administratif du conseil rural de Krasny Osselok qui comprend neuf autres villages. Avant 1920, il s'appelait simplement Osselok ou Osselki (au pluriel).

## Géographie
Le village se trouve dans la partie centrale de l'oblast de Nijni Novgorod dans une zone de conifères et de feuillus, sur le plateau de la Volga et la rive droite de la Volga, au nord de l'autoroute M-7 Volga, à enviton 14 km à vol d'oiseau au nord-est de Lyskovo à 164 m d'altitude.

### Climat
Le climat est caractérisé comme continental tempéré, avec des étés relativement courts et modérément chauds et des hivers longs et froids. La température annuelle moyenne est de 3,7 °C. La température moyenne de l'air du mois le plus chaud (juillet) est de 18,7 °C (le maximum absolu est de 36 °C) ; le plus froid (janvier) -12°C (minimum absolu -44°C). La durée de la période sans gel est de 206 à 212 jours. Les précipitations annuelles moyennes sont d'environ 588 mm, dont 410 mm entre avril et octobre. Une couverture de neige stable dure environ 150-160 jours.

### Fuseau horaire
Le fuseau horaire est celui de Moscou, comme tout l'oblast de Nijni Novgorod.

## Population
- 2002 : 620 habitants
- 2010 : 543 habitants

## Église Saint-Nicolas
L'église Saint-Nicolas du village a été construite en 1813-1823. Elle a été fermée par les autorités communistes locales en 1937. Elle a été restaurée à partir de 1992 et rouverte au culte en 1994. Elle dépend de l'éparchie de Lyskovo. Elle est inscrite au patrimoine architectural d'importance régionale le 24 avril 2000.

## Personnalités
Krasny Osselok a vu naître le poète combattant Fiodor Soukhov (1922-1992). Deux livres de ses poésies ont été publiés sous le nom de Krasny Osselok (1974, 1984) et Bourépolom (2017) consacrés aux habitants de ces villages et aux souvenirs d'enfance de l'auteur. Un film documentaire sur Soukhov intitulé Mon village, Krasny Osselok a été tourné pour la télévision en 1971; puis d'autres Je lève les yeux au ciel (1989) et Le Poète et la guerre (1990). Fiodor Soukhov est enterré dans le cimetière des vieux-croyants du village. Sa maison natale existe toujours.
Krasny Osselok est également le village de naissance du prêtre orthodoxe Nikolaï Riourikov (1884-1943) inclus en 2006 à la liste des nouveaux martyrs de Russie.